# Serena Lederer
Serena Pulitzer, coniugata Lederer (in ungherese Szeréna Lederer; Budapest, 20 maggio 1867 – Budapest, 27 marzo 1943) è stata una collezionista d'arte e mecenate austro-ungarica.

## Biografia
Serena Pulitzer nacque a Budapest in una ricca famiglia ebrea; il suo prozio era il giornalista Joseph Pulitzer. Nota per la sua grande bellezza, il 5 giugno 1892 sposò il magnate August Lederer, amico di Gustav Klimt, che la ritrasse in molteplici occasioni a partire dal 1888.
Serena Lederer fu collezionista e mecenate di diversi artisti della secessione viennese, tra cui Egon Schiele e lo stesso Klimt: nel suo elegante appartamento a Vienna una stanza era dedicata alle opere di Klimt. Nel 1940 la sua collezione fu confiscata dai nazisti dopo l'Anschluss e trasferita a Schloss Immendorf, dove fu data alle fiamme per evitare che cadesse nelle mani delle forze alleate; diverse opere sopravvissero al rogo e gli eredi dei Lederer furono a lungo impegnati in battaglie legali per la restituzione delle stesse.
Nel 1940, a causa del crescente antisemitismo, Serena Lederer, vedova dal 1936, lasciò Vienna e si rifugiò nelle natia Budapest, dove morì nel 1943.